# Lac Włocławskie
 (juin 2020).

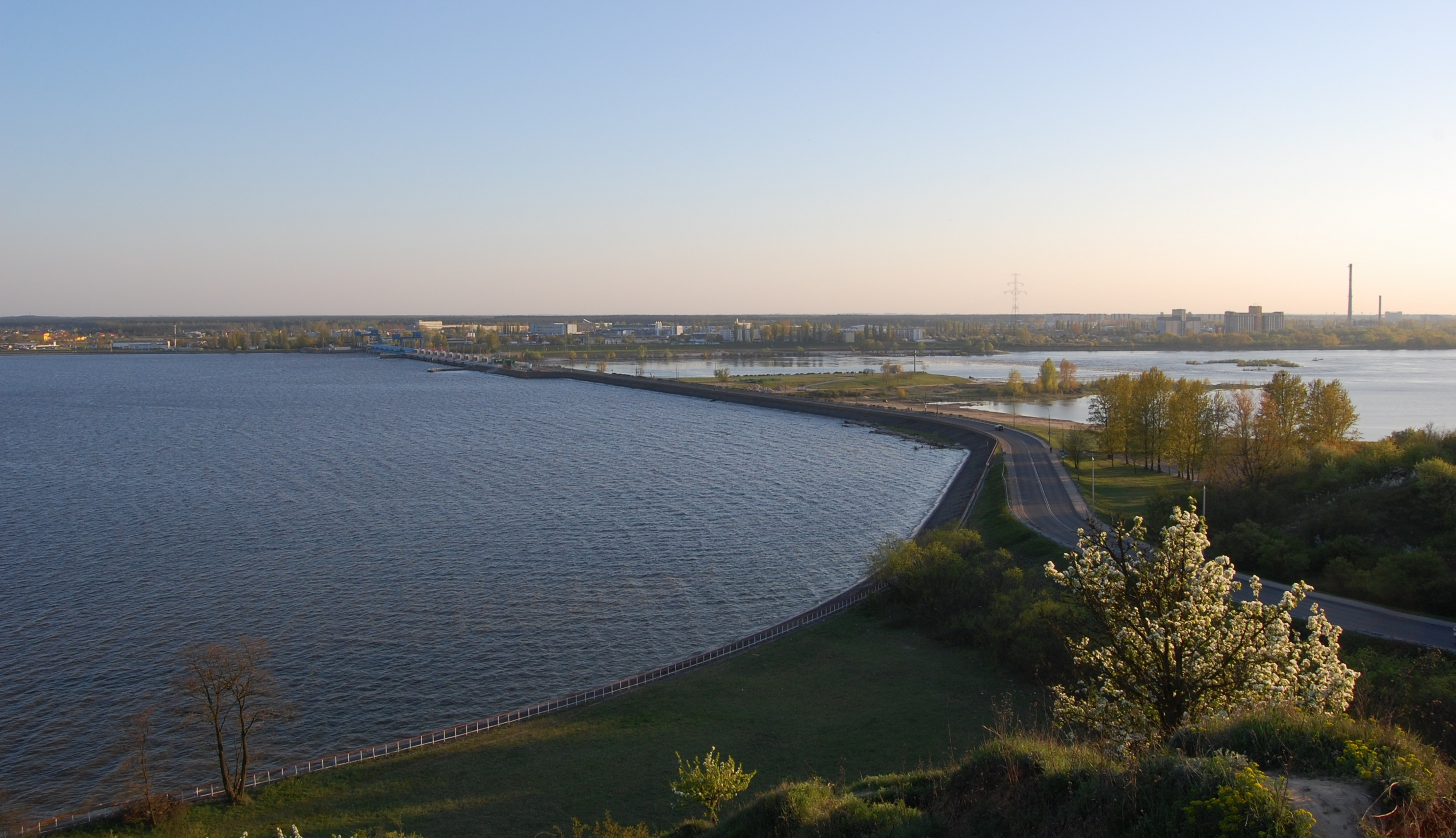
Lac Włocławskie.

Le lac Włocławskie (en polonais Jezioro Włocławskie, Zalew Włocławski, Zbiornik Włocławski) constitue le plus vaste lac artificiel de Pologne en ce qui concerne la superficie. Il s'agit d'un lac de retenue aménagé sur le cours moyen de la Vistule centrale, créé en 1970 à la suite de la mise en service du barrage hydroélectrique de Włocławek. Il s'étend en amont jusqu'à la ville de Płock.  
Son réservoir présente une morphologie analogue à celle d’un lac glaciaire avec une longueur de 58 km pour une largeur moyenne de 1,2 km.  Son temps de rétention hydrotechnique y demeure relativement bref, établissant en moyenne à cinq jours.
La forte teneur en matière organique de ses sédiments (environ 11,5 % de matière sèche), entraîne une production significative de méthane, estimée à environ 400 mg/m²/jour. Ce flux représente près de 27 % de l’ensemble des gaz émis par les sédiments, soit en moyenne 3 114 mL/m²/jour. À ce titre, le lac Włocławskie est considéré comme une source importante de gaz à effet de serre.

## Fonctions
Le réservoir de Włocławek assure trois fonctions essentielles :
1. Régulation hydrologique : il joue un rôle de rétention des eaux en période de crue, en amortissant une part significative de l’onde de crue de la Vistule ;
2. Production énergétique : il constitue le site d’implantation de la centrale hydroélectrique de Włocławek, qui exploite le potentiel hydraulique du cours d’eau ;
3. Développement récréatif et touristique : ses rives accueillent plusieurs stations de villégiature et d’activités nautiques, notamment à Zarzeczewo, Wistka Szlachecka, Soczewka et Murzynowo.

## Protection contre les inondations
Le niveau d’eau du lac Włocławskie demeure généralement stable. Toutefois, depuis 2004, il peut être relevé ponctuellement en cas de situation d’urgence, notamment afin de contenir partiellement les crues de la Vistule.

### Inondations de 2010
Le 17 mai 2010, les vannes sont ouvertes et l'eau déversée par le barrage de Włocławek (3 000 m³/s) en préparation de la crue. Le 22 mai, le débit entrant est de 6 000 m³/s et le débit sortant de 5 700 m³/s, les autorités se préparent à libérer jusqu'à 6 300 m³/s. Le 23 mai à 14 heures, l'onde de crue atteint Włocławek, mais le niveau de l'eau est plus bas que prévu à cause de la rupture de la digue sur Świniary, près de Płock.

### Inondations de 2014
Le 22 mai 2014, lors de la montée des eaux de la Vistule, un débit de 4 900 m³/s a été mesuré en amont du lac. En évacuant 4 300 m³/s en aval, il a été possible de laminer la crue et de réduire le risque d'inondation dans la partie inférieure du fleuve.

## Tourisme

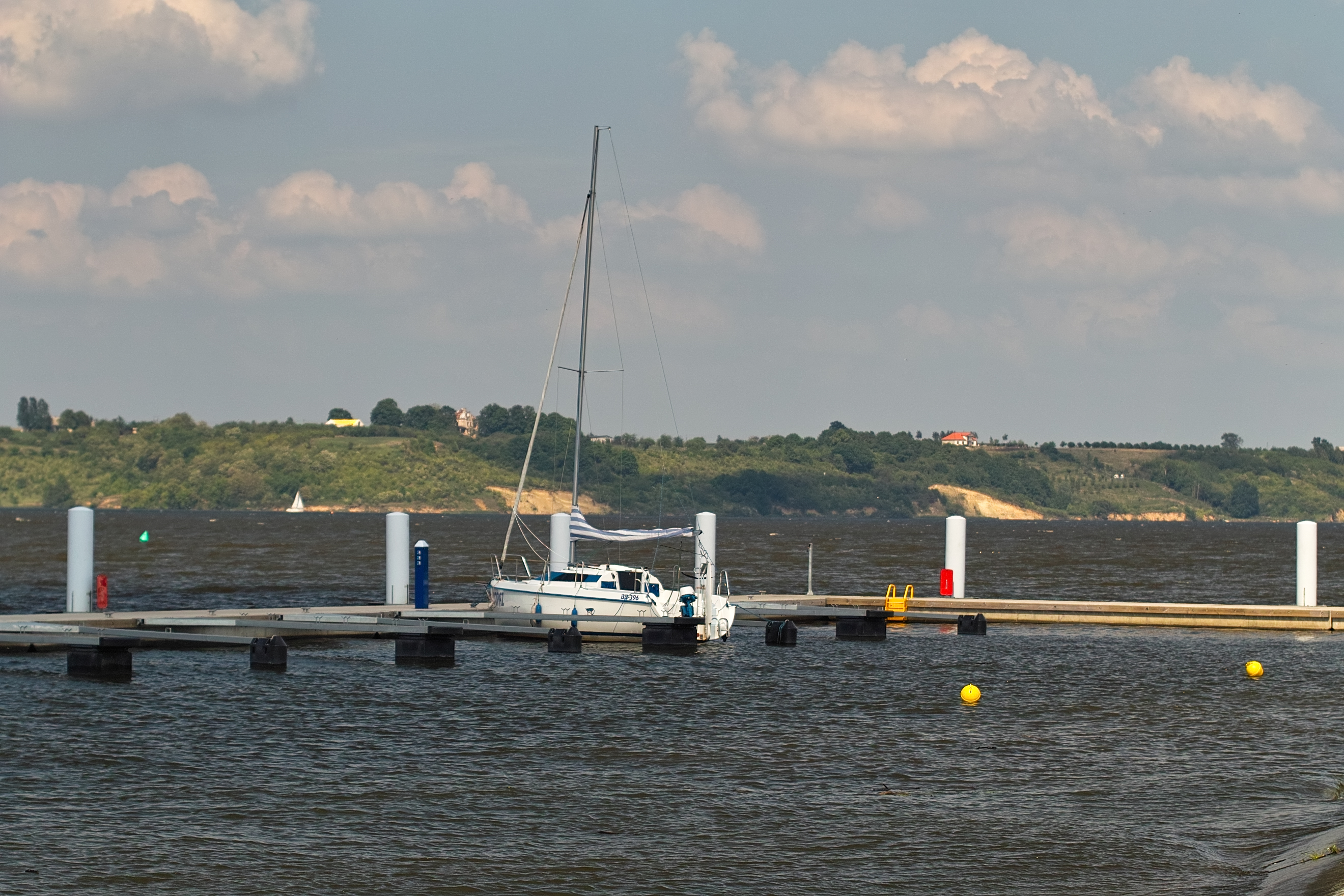
Port de la ville sur le lac Włocławskie.

Les deux principales agglomérations de la région, Płock et Włocławek, ont engagé des investissements significatifs dans le développement de leurs infrastructures portuaires. À Włocławek, les aménagements concernent notamment le port situé à l’embouchure de la Zgłowiączka dans la Vistule, tandis qu’à Płock les projets portent sur la reconstruction du port de PTTK Morka ainsi que sur l’édification d’une nouvelle jetée.
Parallèlement aux initiatives publiques, on observe une multiplication d’initiatives privées, illustrées par la création de marinas (telles que Stanica Flis, Stanica w Nowym Duninowie ou Stanica w Murzynowie) ainsi que par l’émergence de sociétés d’affrètement de bateaux, un secteur qui, jusqu’à une période récente, était quasiment inexistant dans la région.

## Note
- (pl) Cet article est partiellement ou en totalité issu de l’article de Wikipédia en polonais intitulé « Jezioro Włocławskie » (voir la liste des auteurs).